# Louis Mourier

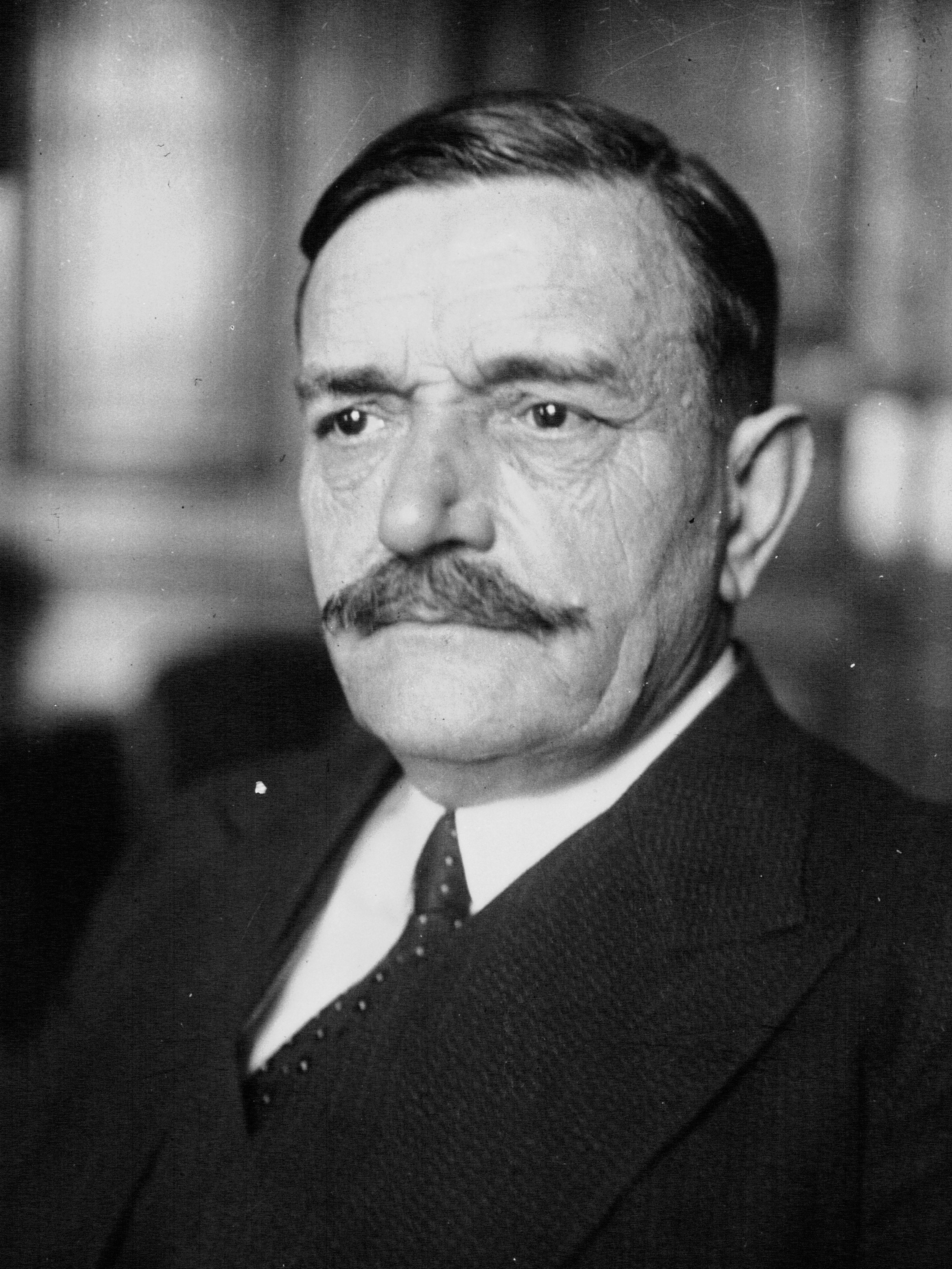
Mourier 1933

Louis Mourier (* 8. Oktober 1873 in Vézénobres, Département Gard; † 20. Februar 1960 in Paris) war ein französischer Politiker. Er war von 1914 bis 1924 Mitglied der Nationalversammlung und von 1939 bis 1945 Mitglied des Senats.

## Leben
Mourier studierte in Montpellier Medizin und erwarb dort seinen Doktortitel. Danach arbeitete er in seinem Heimatort Vézénobres als Arzt. 1905 wurde er in den Generalrat des Départements Gard gewählt, dessen Präsident er von 1918 bis 1940 war. Nachdem er bei den Parlamentswahlen 1910 gescheitert war, zog er 1914 in die Nationalversammlung ein und schloss sich dort den Radikalsozialisten an. Unter Paul Painlevé wurde er 1917 zum Ministerialdirektor für Kriegsverwaltungsfragen. Nur zwei Monate später wurde er ersetzt. Von 1918 bis 1920 war er erneut Ministerialdirektor, dieses Mal für den Kriegssanitätsdienst. Ab 1924 arbeitete er für die Assistance publique, einen Krankenhausverband für den Großraum Paris, weswegen er im selben Jahr nicht zur Wiederwahl antrat. Ende 1938 wurde er in den Senat gewählt und trat sein Mandat 1939 an. Er stimmte für das Ermächtigungsgesetz des Vichy-Regimes. Nach dem Krieg war er nicht mehr politisch tätig. Mourier starb 1960.